# Clathria ditoxa
Clathria ditoxa är en svampdjursart som först beskrevs av Stephens 1916.  Clathria ditoxa ingår i släktet Clathria och familjen Microcionidae. Inga underarter finns listade i Catalogue of Life.